# 天恩邨公共運輸交匯處
天恩邨公共運輸交匯處（英文：Tin Yan Estate Public Transport Interchange）是位於香港新界元朗區天水圍北天瑞路天恩邨天恩商場底層的公共運輸交匯處，現時有6條巴士路線及1條小巴路線以此為總站。

## 總站路線資料（巴士）

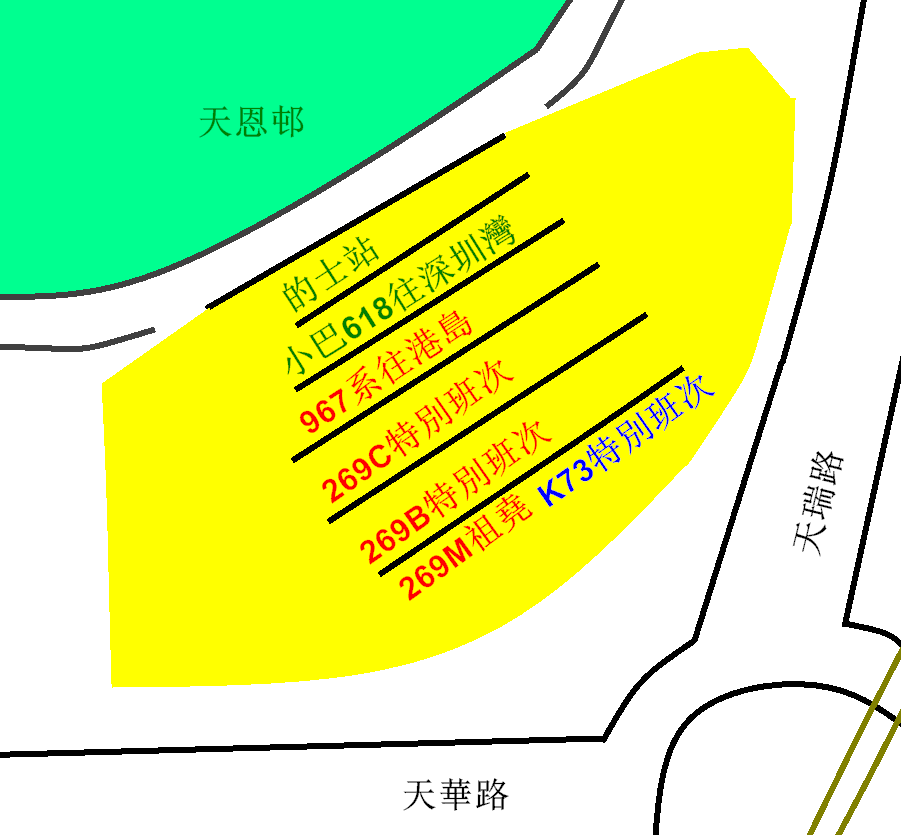
天恩巴士總站的平面圖

### 九龍巴士65X線
- 天水圍（天恩邨） → 香港科學園

### 九龍巴士69C線
- 天水圍（天恩邨） ↔ 觀塘碼頭

由九龍巴士營運的一條路線，本線於星期一至六上午設去程服務，於星期一至五下午設回程服務，提供天水圍天恩邨、天晴邨、美湖居往來黃大仙、彩虹、九龍灣、觀塘的巴士服務。

### 九龍巴士265P線
- 天水圍（天恩邨） ↔ 荃灣

由九龍巴士營運的一條路線，265M線的輔助線，於2024年9月30日投入服務，途經天恆邨、濕地公園路、大欖隧道及屯門公路，只在星期一至五繁忙時間提供服務，

### 九龍巴士269B線（特別班次）
- 天水圍（天恩邨） → 紅磡（紅鸞道）

由九龍巴士營運的一條路線，提供天水圍天恩邨、天晴邨、美湖居單向前往佐敦、尖沙咀、紅磡的巴士服務。星期一至六早上於天恩邨開出3班（07:00、07:30、08:00）。

### 九龍巴士269M線
- 天水圍（天恩邨） ↔ 祖堯邨

於1999年12月12日投入服務，2002年8月22日延長至祖堯邨，2014年11月29日配合元朗區M線服務重組延長至此，途經天逸邨、天晴邨、嘉湖山莊（美湖居、麗湖居、景湖居）、天慈邨、元朗公路、大欖隧道、屯門公路、荃灣、大窩口站、葵興、葵芳及荔景。

### 九龍巴士B1線（特別班次）
- 天水圍（天恩邨） ↔ 落馬洲站（福田）

由九龍巴士營運的一條路線，B1線的輔助線，於2018年12月30日投入服務，在星期日及公眾假期提供服務，來往天喜街、天柏路、天城路、天龍路、天葵路、濕地公園路、天瑞路及B1線常規班次的原有路線。

### 過海隧道巴士967線
- 天水圍（天恩邨） ↔ 金鐘（西）

由城巴營運的一條路線，是969的輔助線，提供天水圍北及嘉湖山莊（美湖居、麗湖居）往來上環、中環及金鐘的過海隧巴服務。於2002年8月26日起投入服務。初時總站位於天富苑，2005年10月1日起配合本站啟用遷往本站為總站。

### 過海隧道巴士967N線
- 銅鑼灣（摩頓台）  → 天水圍（天恩邨）

### 過海隧道巴士967X線
- 天水圍（天恩邨） → 銅鑼灣（禮頓道）
銅鑼灣（摩頓台） → 天水圍（天恩邨）

由城巴營運的一條路線，是967的輔助線，提供由天水圍北及天頌苑往灣仔及銅鑼灣的過海隧巴服務。於2003年10月27日起投入服務，初時只於平日早上行走，2005年4月11日起增設星期一至五下午回程。2005年10月3日起配合本站啟用，下午班次總站遷往此處。直至2008年9月16日起早上班次亦遷往本站為總站。平日早上於天恩邨開出3班（07:30、07:40、07:55）及星期一至五下午於銅鑼灣（摩頓台）開出3班（18:15、18:35、19:00）。

### 過海隧道巴士969線(每日18:45後往港島班次)
- 天水圍（天恩邨） → 銅鑼灣（摩頓台）
銅鑼灣（摩頓台）→天水圍市中心

### 港鐵巴士K73綫（特別班次）
- 天恩邨 → 元朗（西）

由港鐵營運的一條接駁巴士路線，提供天水圍天恩邨、天晴邨、嘉湖山莊（美湖居、麗湖居）、朗屏邨單向開往朗屏及元朗廣場的巴士服務。星期一至五早上於天恩邨開出2班（07:00、07:45）。

## 總站路線資料（專線小巴）

### 新界區專線小巴618線
- 天水圍（天恩邨） ↔ 深圳灣口岸

由天祐有限公司營辦的一條小巴路線，提供天水圍北、天水圍市中心及屏廈路往來深圳灣口岸的口岸專線小巴服務。於2007年7月1日起為配合深港西部通道及深圳灣口岸的啟用而投入服務。

### 新界區專線小巴618A線
- Template:HK MiniBus Route NT Show:618A

## 過往路線
- 九龍巴士264M線（已取消）
- 九龍巴士265P線（第一代）（已取消）

## 外部連結
- 九巴 （页面存档备份，存于）
- 天恩邨總站 （页面存档备份，存于），城巴／新巴
- 港鐵巴士 （页面存档备份，存于）
- 天恩邨公共運輸交匯處 (堅毅忍者．障殘人士國際互助協會) （页面存档备份，存于）